# Марк Фослий Флакцинатор (консул)
Вижте пояснителната страница за други личности с името Марк Фослий Флакцинатор.
Марк Фослий Флакцинатор (на латински: Marcus Foslius Flaccinator; 350 / 300 пр.н.е.) e римски политик от 4 век пр.н.е.
През 320 пр.н.е. той е началник на конницата. През 318 пр.н.е. е консул с колега Луций Плавций Венон. През 314 пр.н.е. той е отново началник на конницата.